# Ashik

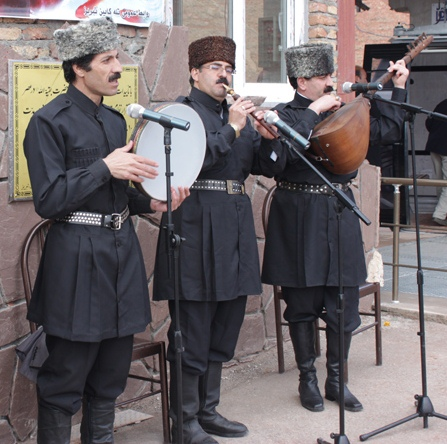
Una interpretación de ashik en Tabriz

Un ashik (azerí: aşıq, turco: âşık, armenio: աշուղ) es un cantante que acompaña su propia canción -sea bien un dastan, también conocido como hikaye (cuentos épicos tradicionales), o una composición original más corta- con un laúd de cuello largo (bağlama) en la cultura azerbaiyana y culturas turcas relacionadas. El ashik azerbaiyano contemporáneo es un músico profesional que generalmente sirve de aprendiz, aprendieno a tocar la bağlama, y construyendo un repertorio variado pero individual de canciones populares turcas. La palabra ashiq عاشق ("enamorado, enamorado") es una forma derivada de ishq عشق (amor), relacionada con el verbo avéstico iš- ("desear, desear, buscar"). El término turco que ashik reemplazó fue ozan. En los primeros ejércitos de los turcos, ya en la época de Atila, el gobernante estaba invariablemente acompañado por un ozan. Los poemas heroicos, que recitaban con el acompañamiento de los komuz, halagaban la sensibilidad de todo un pueblo.

## Historia

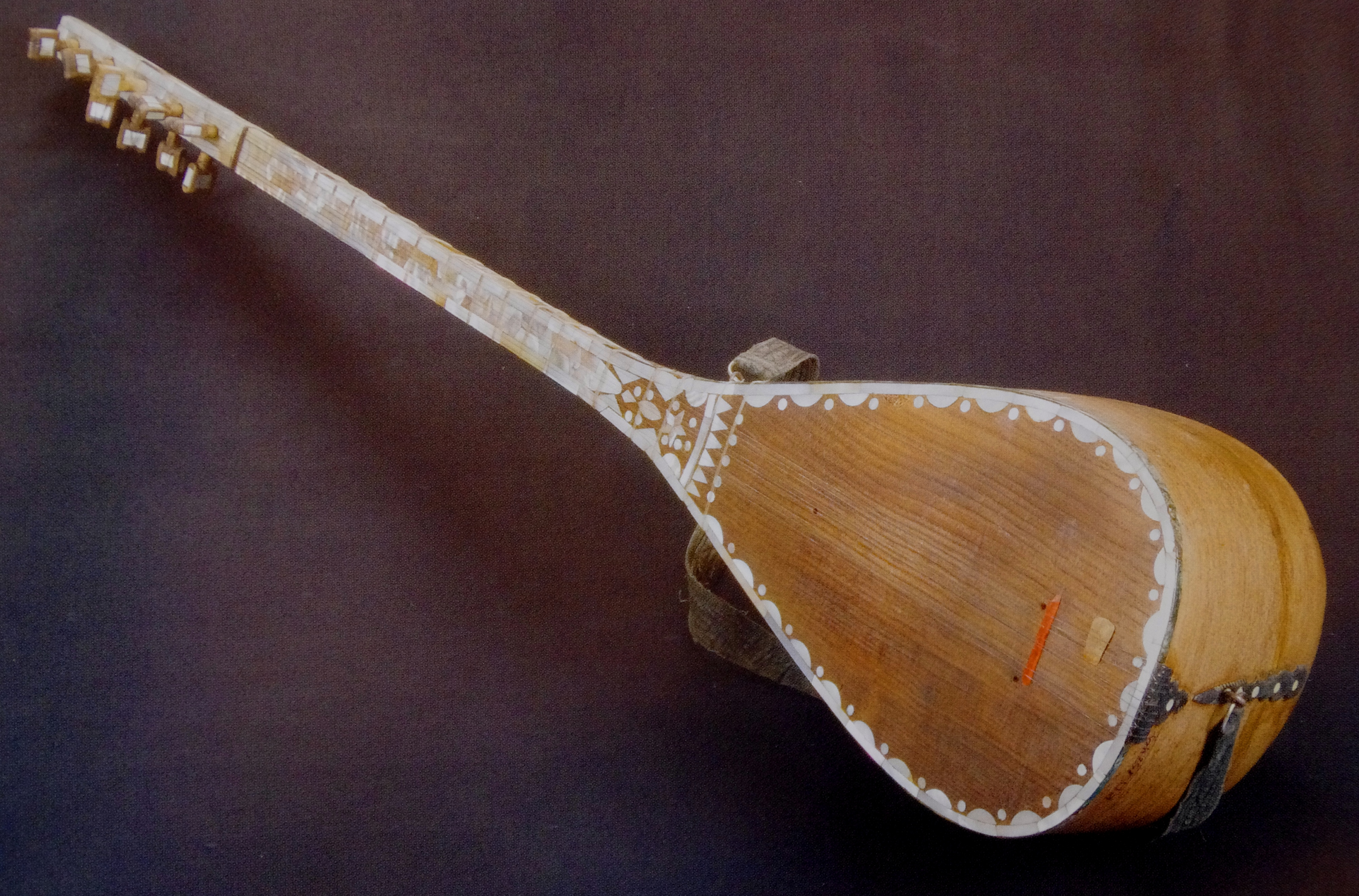
Un ejemplar de bağlama.

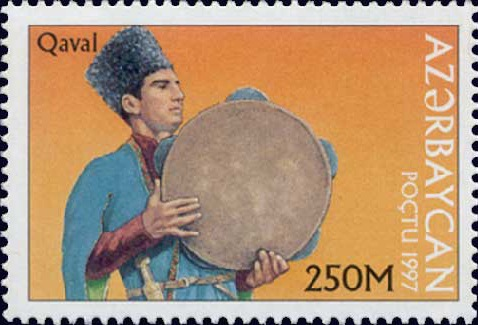
Un sello del daf, un instrumento de percusión.

La tradición ashik en las culturas túrquicas de Anatolia, Azerbaiyán e Irán tiene su origen en las creencias chamánicas de los antiguos pueblos turcos. Los antiguos ashiks eran referidos con varios nombres como bakshy, bakhshi, Baxşı, dede (dədə) y uzan u ozan. Entre sus diversos roles, desempeñaban un papel importante en la perpetuación de la tradición oral, la promoción del sistema de valores comunales y la cultura tradicional de su pueblo. Estos bardos o trovadores errantes son parte de la actual cultura rural y popular de Azerbaiyán, el Azerbaiyán iraní, Turquía, Turkmenistán Sahra (Irán) y Turkmenistán, donde se los llama bakshy. Así, ashik, en el sentido tradicional, puede definirse como bardos viajeros que cantaban y tocaban un instrumento de la familia del saz, un instrumento de punteo de ocho o diez cuerdas en forma de laúd de cuello largo.
A juzgar por la epopeya turca Dede Korkut, las raíces de los ashiks se remontan al siglo VII por lo menos, durante la época heroica de los turcos Oğuz. Esta tribu nómada viajó hacia el oeste a través de Asia Central desde el siglo IX en adelante y se estableció en la actual Turquía, la República de Azerbaiyán y las áreas del noroeste de Irán. Naturalmente, su música se desarrolló en el curso de la gran migración y las luchas posteriores con los habitantes originales de las tierras adquiridas. Un componente importante de esta evolución cultural fue que los turcos abrazaron el Islam en poco tiempo y por su propia voluntad. Los derviches musulmanes turcos, que deseaban difundir la religión entre sus vecinos que aún no habían ingresado al redil islámico, se movieron entre los turcos nómadas. Eligieron el idioma popular y su forma musical asociada como un medio apropiado para la transmisión efectiva de su mensaje. Por lo tanto, la literatura ashik se desarrolló junto con la literatura mística y se refinó a partir de la época del sufí turco Khoja Ahmad Yasavi a principios del siglo XII.
Ya en el siglo XIII encontramos la figura de Yunus Emre (1240–1321), que fue uno de los primeros poetas turcos que escribieron poemas en su lengua materna en lugar de persa o árabe, que fueron el medio de escritura de la época. Emre no era literalmente un ashik, pero su influencia innegable en la evolución de la literatura ashik ha influenciado hasta nuestros días. El cuarteto de apertura de su composición, Bülbül Kasidesi Sözleri, es una de sus composiciones más conocidas.
El evento más importante en la historia de la música ashik fue el ascenso al trono de Shah Isma'il (1487-1524), el fundador de la dinastía safávida. Era un prominente poeta-gobernante y, aparte de su diwan compiló un mathnawi llamado Deh-name, que consiste en algunos elogios de Ali, el cuarto califa del Islam primitivo. Usó el seudónimo de Khata'i y, en la tradición ashik, se lo considera un ashugh aficionado. Isma'il elogió la interpretación del saz como una virtud en una de sus famosos cuartetos:
Bu gün ələ almaz oldum mən sazım --- (Hoy, abracé mi Saz)

Ərşə dirək-dirək çıxar mənim avazım --- (Mi canción está siendo repetida por los cielos)

Dörd iş vardır hər qarındaşa lazım: --- (Se requieren cuatro cosas para la vida:)

Bir elm, bir kəlam, bir nəfəs, bir saz. --- (Conciencia, habla, respiración y Saz.)
Según los estudios de Köprülü, el término ashik se usaba en lugar de ozan en Azerbaiyán y en áreas de Anatolia después del siglo XV. Después de la desaparición de la dinastía safávida en Irán, la cultura turca no pudo sostener su desarrollo temprano entre las élites. En cambio, hubo un aumento en el desarrollo de historias folclóricas, principalmente destinadas a la actuación de los ashiks en las bodas. Tras el colapso de la Unión Soviética, los gobiernos de las nuevas repúblicas en la región del Cáucaso y Asia Central buscaron su identidad en las culturas tradicionales de sus sociedades. Esto elevó el estado de ashugs como los guardianes de la cultura nacional. La nueva popularidad sin precedentes y los frecuentes conciertos y actuaciones en entornos urbanos han dado lugar a rápidos desarrollos innovadores que apuntan a mejorar los aspectos urbanos de los espectáculos ashik.

### Música ashik en Armenia
Garland Encyclopedia of World Music proporciona una fuente concisa de la música de ashugh y su desarrollo en Armenia. En Armenia, los ashugh se conocen desde el siglo XVI en adelante. El más notable de los ashughs fue Sayat-Nova (1712-1795), quien perfeccionó el arte de la maestría musical de los trovadores para coronar el refinamiento.

### Renacimiento de la música ashik en Azerbaiyán iraní
La era Pahlavi fue el período más oscuro para la literatura azerbaiyana. La educación y publicación en idioma azerí fue prohibida y los escritores de Azerbaiyán tuvieron que publicar sus obras en persa. Sin embargo, la música ashik fue tolerada por su talante popular. Los ashiks solían actuar en cafeterías en todas las principales ciudades del este y oeste de Azerbaiyán en Irán. Tabriz era el centro oriental de los ashiks y Urmia el centro occidental. En Tabriz, los ashiks actuaban con más frecuencia con otros dos músicos, un intérprete de balaban y un intérprete de qaval; en Urmia, el ashugh siempre era un artista solista. Después de la revolución islámica, la música fue prohibida. Diez años más tarde, ashugh Rəsol Qorbani, que se había visto obligado a ganarse la vida como vendedor ambulante, aspiraba a regresar a los días gloriosos de la fama y el ocio. Comenzó a componer canciones con temas religiosos y revolucionarios. El gobierno, al darse cuenta del potencial de propaganda de estas canciones, permitió su transmisión en la radio nacional y envió a Rəsol a actuar en algunas ciudades europeas. Esto facilitó el surgimiento de la música ashug como el símbolo de la identidad cultural azerí.
En septiembre de 2009, el arte ashik de Azerbaiyán fue incluido en la lista de la UNESCO de Patrimonio Cultural Inmaterial.

## Artistas ashik
El arte del ashik combina habilidad poética, musical y de interpretación. Los propios ashiks describen el arte como el dúo unificado de saz y söz (palabra). Este dúo se presenta de forma llamativa en una composición popular de Səməd Vurğun:
Binələri çadır çadır --- (Los picos se levantan como tiendas de campaña)

Çox gəzmişəm özüm dağlar --- (He vagado a menudo en estas montañas)

İlhamını səndən alıb --- (Mi saz y söz toman inspiración)

Mənim sazım, sözüm dağlar. --- (De vosotras, montañas.)

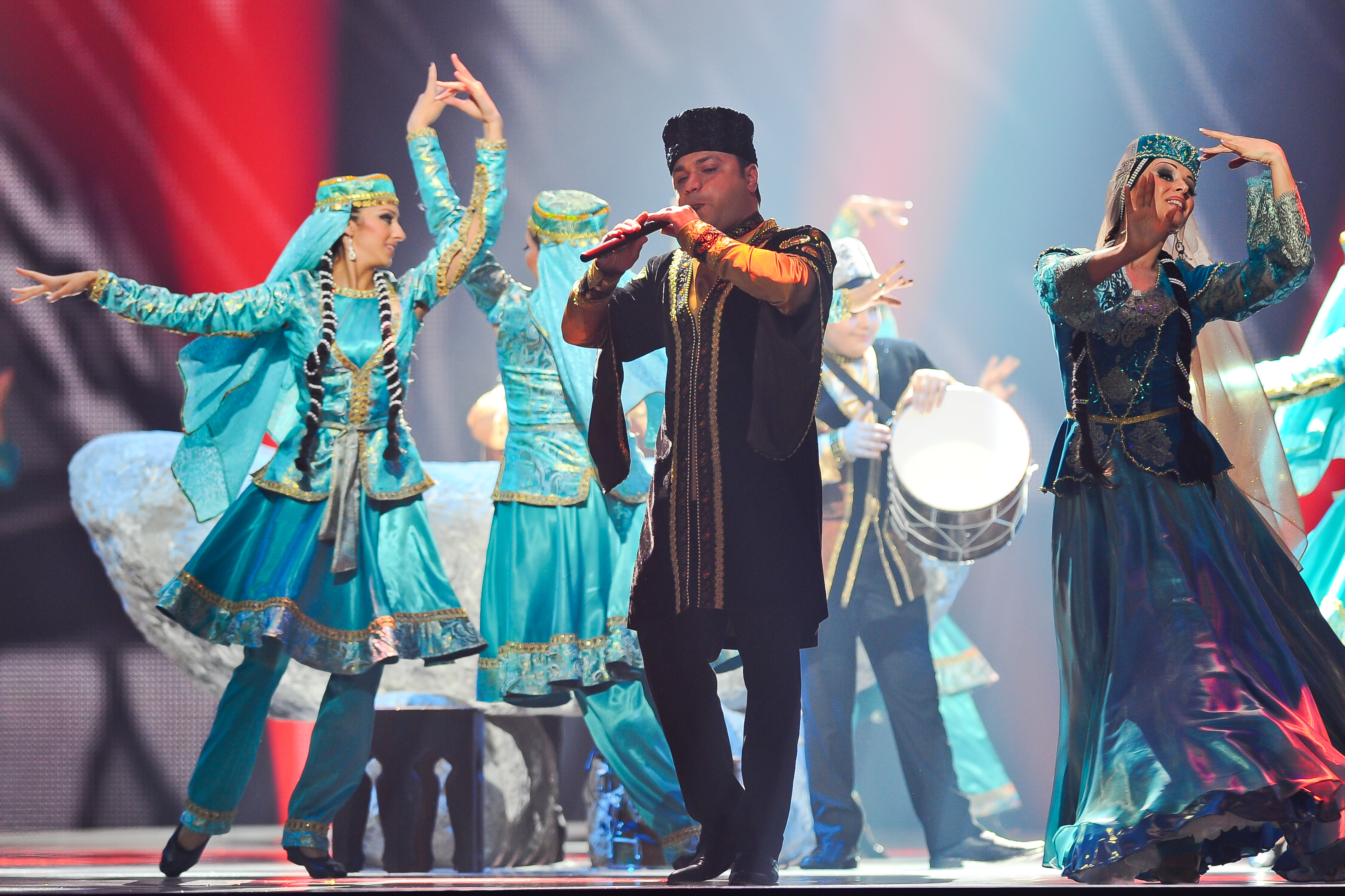
Interpretación del balaban y el qaval en el Festival de la Canción de Eurovisión 2012.

Dominar la interpretación del saz es el requisito esencial para un ashik. Este instrumento, una variante de lo que se conoce como bağlama, es un instrumento musical de cuerda y pertenece a la familia de los laúdes de cuello largo. A menudo, las actuaciones de los ashiks van acompañadas de un conjunto de balaban y artistas de qaval. Durante el Festival de la Canción de Eurovisión 2012, los tres instrumentos se interpretaron simbólicamente como un símbolo cultural del país anfitrión, Azerbaiyán.

## Géneros poéticos
Los géneros de poesía más difundidos son el gerayly, el qoshma y el tajnis.

### Gerayly
La estructura del poema gerayly consta de 3-5 coplas, cuatro hemistiquios por pareado y ocho sílabas por hemistiquio. La estructura de la rima de garayli es la siguiente: Primera copa: abcb. Próximas coplas: cccb, dddb. Ejemplo:
Bir gözəl keçdi qarşıdan

Sallandı, yana yeridi

Kiprik çaxdı, oğrun baxdı

Od saldı cana, yeridi

### Qoshma

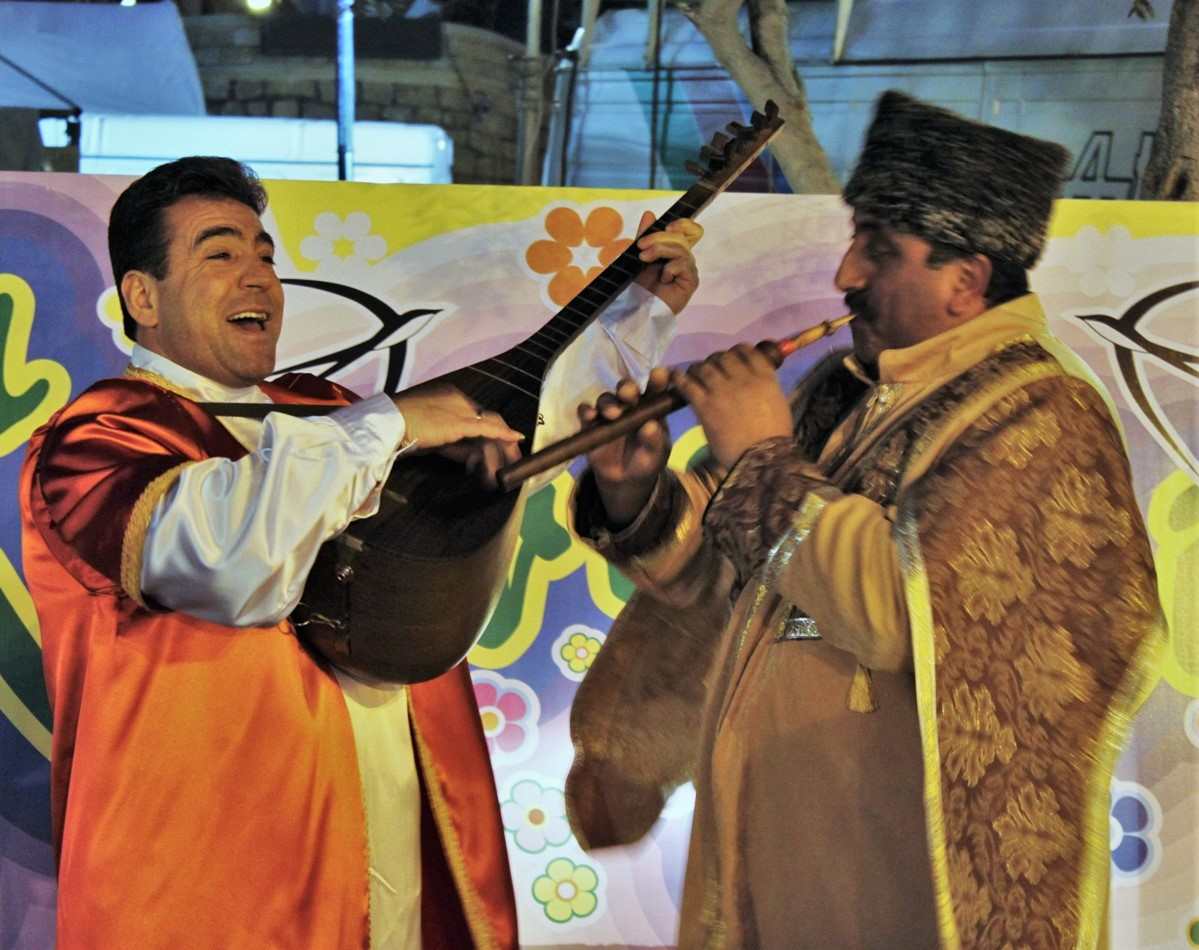
Un rendimiento ashik durante Nowruz en Bakú.

El género de la poesía qoshma que consta de cuatro hemistiquio por copla y once sílabas por un hemistiquio. El sistema de la rima es abcb, cccb, dddb. El nombre del autor que se da en el último verso (es lo mismo que otros poemas ashuq), se llama mohurband. Dependiendo del contenido, hay cuatro tipos principales de qoshma: Gözəlləmə (beatificación), Ustadnamə (obra maestra en literatura), Vucudnamə (desde el nacimiento hasta la muerte del hombre) y Qıfılbənd (con contenido de preguntas y respuestas o acertijos). Ejemplo:
Bivəfanın, müxənnəsin, nakəsin

Doğru sözün, düz ilqarın görmədim

Namərdin dünyada çox çəkdim bəhsin

Namusun, qeyrətin, arın görmədim

### Tajnis
Tajnis, que a menudo tiene similitud con el qoshma, se basa en palabras rimadas de jinas (es decir, el sufijo que se repite es el mismo pero el significado es diferente). Ejemplo:
Aşıq gərək bu meydanda bir qala,

Eşq odunu bir ətəklə, bir qala!

Ələsgərdi Xeybər kimi bir qala,

Bacara bilməzsan dur yerində kəs,

## Código ético de comportamiento y actitud de los ashik

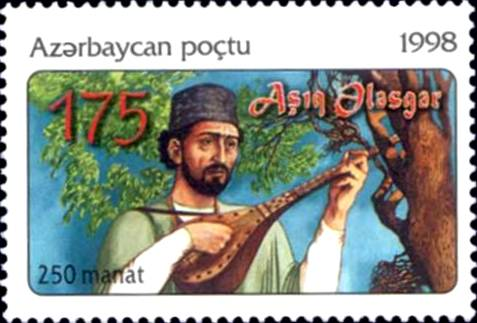
Un sello azerí con la imagen de Ashig Alasgar.

La característica definitoria de la profesión ashik es el código ético de comportamiento y actitud, que resume Aşiq Ələsgər en los siguientes versos:
Aşıq olub diyar-diyar gəzənin ----(Para ser un bardo y deambular lejos de casa)

Əzəl başdan pürkəmalı gərəkdi --- (Conocimiento y cabeza pensante debes tener.)

Oturub durmaqda ədəbin bilə  --- (Cómo te comportas, tú también debes saber,)

Mə'rifət elmində dolu gərəkti  --- (Cortesía, erudición debes tener.)

Xalqa həqiqətdən mətləb qandıra --- (Él debería ser capaz de enseñarle a la gente la verdad,)

Şeytanı öldürə, nəfsin yandıra --- (Para matar el mal dentro de sí mismo, abstenerse de emociones enfermas,)

El içinde pak otura pak dura --- (Él debería socializar virtuosamente)

Dalısınca xoş sedalı gərəkdi --- (Entonces la gente pensará muy bien de él)

Danışdığı sözün qiymətin bilə --- (Él debería saber el peso de sus palabras,)

Kəlməsindən ləl'i-gövhər tokülə --- (Él debería ser brillante en el habla,)

Məcazi danışa, məcazi gülə  --- (Él debería hablar figurativamente,)

Tamam sözü müəmmalı gərəkdi --- (Y ser un político en el discurso.)

Arif ola, eyham ilə söz qana  --- (Se rápido para entender una pista, sin embargo,)

Naməhrəmdən şərm eyleyə, utana  --- (De los extraños, como regla, guardarte,)

Saat kimi meyli Haqq'a dolana  --- (Y como un avance de reloj a lo que es justo.)

Doğru qəlbi, doğru yolu gərəkdi --- (Verdadero corazón y palabra de honor debes tener.)

Ələsgər haqq sözün isbatın verə  --- (Ələsgər probará sus afirmaciones,)

Əməlin mələklər yaza dəftərə  --- (Los ángeles registrarán sus obras,)

Her yanı istese baxanda göre  --- (Tu mirada debe ser a la vez resuelta y pura,)

Teriqetde bu sevdalı gerekdi  --- (Debes dedicarte al camino correcto.)

## Los hikaye y los dastan

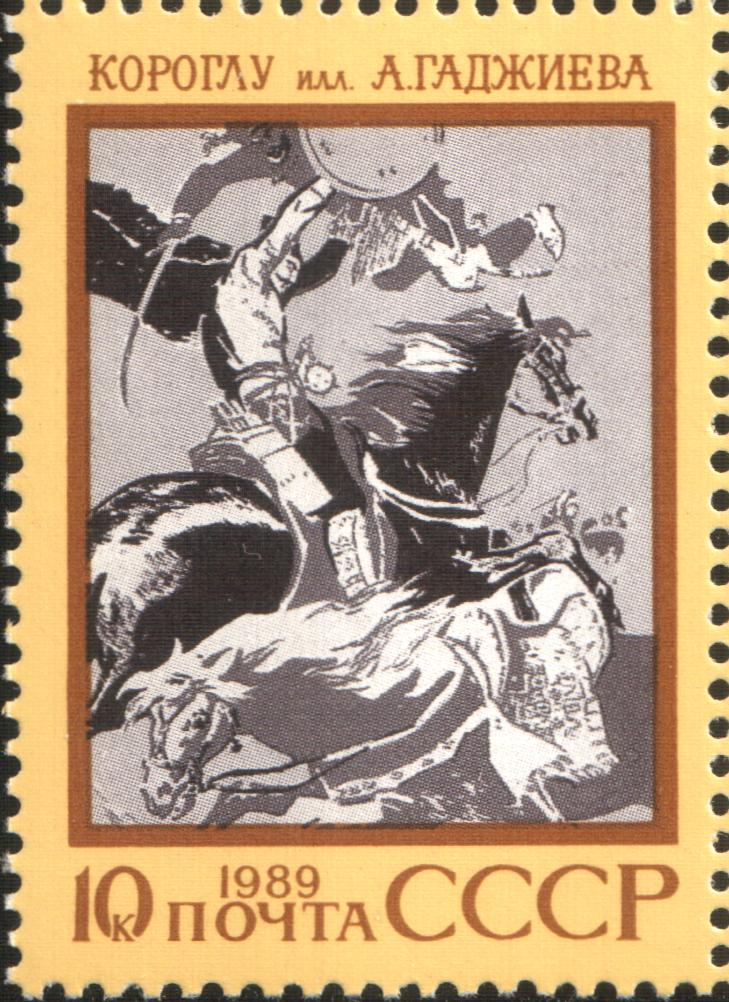
Sello con el poema épico de Azerbaiyán "Koroglu", de la serie Poemas épicos de las naciones de la URSS, 1989.

El dastan es una forma ornamentada de historia oral de Asia Central. Un dastan generalmente se centra en un individuo que protege a su tribu o su gente de un invasor o enemigo externo, aunque solo ocasionalmente puede remontarse a una persona histórica. Este personaje principal establece un ejemplo de cómo uno debe actuar, y el dastan se convierte en una herramienta de enseñanza; por ejemplo, el maestro sufí Ahmet Yesevi dijo: "Dejen que los eruditos escuchen mi sabiduría, traten mis palabras como un dastan". Además de esta sabiduría, cada dastan es rico en historia cultural de interés para los estudiosos.
İlhan Başgöz fue el primero en introducir la palabra "hikaye" en la literatura académica para describir las historias ashik. Según Başgöz, el hikaye no puede incluirse adecuadamente en ninguno de los sistemas de clasificación narrativa folclórica actualmente utilizados por los estudiosos occidentales. Aunque la narración en prosa es dominante en un hikaye, también incluye varias canciones populares. Estas canciones, que representan la mayor parte del repertorio de música folklórica turca, pueden sumar más de cien en un solo hekaye, cada una con tres, cinco o más estrofas.
Como el arte de ashik se basa en la tradición oral, el número de historias de ashik puede ser tanto como el de los ashiks. A lo largo de los siglos de esta tradición, han prosperado muchas historias y epopeyas interesantes, y algunas han sobrevivido hasta nuestros días. Los temas principales de las historias ashik son el amor mundano o las epopeyas de guerras y batallas, o bien ambos. Curiosamente, en marcado contraste con el medio conservador de las sociedades islámicas donde tienen lugar la mayoría de las historias, la regla de la heroína es siempre tan importante como la del héroe. En contraste con la doctrina del Islam, no hay objeción a que la heroína cante públicamente.
Algunos de los hikaye más conocidos son los sigüientes:
- Shah Ismail, el fundador del imperio safávida, es el protagonista de un gran hikaye. A pesar de la aparente base histórica, el hikaye de Shah Ismail demuestra una notable habilidad transformadora. Temido como un déspota despiadado durante su vida, Shah Ismail se convierte en un maestro poético en el hikaye, con su espada reemplazada por su saz, que es el arma de elección para la nueva personalidad del héroe popular de Shah Ismail.[28]

- El guerrero del norte es una epopeya de acción romántica sobre un bardo llamado ashik en la Constantinopla del siglo XVI, donde se enfrenta a problemas políticos y militares y salva a muchas personas. Al final, se casa con su alma gemela, Nuur, pero muere el mismo día en un intento de salvarla de Hardun El Malvado.

- La epopeya de Köroğlu es una de las más extendidas de los hikayes turcos. Es compartido no solo por casi todos los pueblos turcos, sino también por algunas comunidades vecinas no turcas, como los armenios, georgianos, kurdos, tayikos y afganos. Aunque el camino de transmisión del hikaye aún no se entiende del todo, la mayoría de los investigadores coinciden en que se originó en la región del sur del Cáucaso, muy probablemente en Azerbaiyán.[29] En la versión azerí, la épica combina el romance ocasional con la caballerosidad de Robin Hood. Köroğlu, que es un ashik, puntúa las narrativas en tercera persona de sus aventuras al romper en verso. Esta historia popular se ha extendido desde Anatolia a los países de Asia Central de alguna manera cambiando su carácter y contenido. El compositor azerbaiyano Uzeyir Hajibeyov compuso una ópera con este nombre, utilizando las historias ashik y combinando magistralmente música ashik con esta notable obra clásica.

- Ashiq Qərib, es una epopeya azerí, que se hizo famosa gracias a Mikhail Lermontov. Se trata de otra historia importante sobre un ashik errante que había comenzado sus viajes con amor mundano y obtiene sabiduría viajando y aprendiendo para acabar logrando la santidad. La historia de Ashiq Qərib ha sido la característica principal de una película con el mismo nombre del director y productor Sergei Parajanov.[30] A principios de la década de 1980, Aşıq Kəmandar narró y cantó la historia en un programa de televisión de una hora de duración, cuya audiencia se distribuyó ampliamente en Azerbaiyán iraní y tuvo un impacto clave en la reactivación de la música ashug.

- Kerem ile Aslı es la historia de un príncipe musulmán Kərəm y una niña cristiana Əslý que se enamoran a pesar de la gran oposición de sus padres y la comunidad. La historia tiene un final trágico; Kərəm se prende fuego y Əslý, en un intento de extinguir el fuego, por error derrama aceite sobre él. La canción que canta con desesperación se conoce como "Yaniq Kərəm".[31]

- Aşıq Valeh es la historia de un debate entre Aşıq Valeh (1729-1822) y Aşıq Zərniyar. Cuarenta ashiks ya han perdido el debate ante Aşıq Zərniyar y han sido encarcelados. Valeh, sin embargo, gana el debate, libera a los ashiks encarcelados y casándose con Zərniyar.[32]

## Duelo verbal (deyişmə)
Para permanecer en la profesión y defender su reputación, los jóvenes solían desafiarse el uno al otro al participar en duelos verbales, que se celebraban en lugares públicos. En su forma más simple, un ashik recitaba un acertijo cantando y el otro tenía que responder por medio de la improvisación a los versos que se asemejaran a acertijos en cuanto a forma. Aquí un ejemplo:
| El primer ashik                       | El segundo ashik                      |
| ------------------------------------- | ------------------------------------- |
| Dime qué cae al suelo desde el cielo? | La lluvia cae al suelo desde el cielo |
| ¿Quién se calma antes de todo?        | Un niño se calma antes de todo.       |
| ¿Qué pasa de mano en mano?            | El dinero se pasa de mano en mano.    |

| El segundo ashik                                    | El primer ashik                                                       |
| --------------------------------------------------- | --------------------------------------------------------------------- |
| ¿Qué permanece seco en el agua?                     | La luz no se moja en el agua.                                         |
| ¿Adivina qué no se ensucia en el suelo?             | Solo las piedras en el muelle permanecen limpias.                     |
| Dime el nombre del pájaro que vive solo en el nido. | El nombre del pájaro que vive en su nido en la soledad es el corazón. |